# Witbaardzandbij
De witbaardzandbij (Andrena barbilabris) is een bij uit het geslacht van de zandbijen (Andrena).
Het vrouwtje wordt 10 tot 12 millimeter lang, het mannetje 9 tot 11 millimeter. De soort vliegt van maart tot en met juli, met een piek eind april (mannetjes) en begin mei (vrouwtjes). De soort leeft in nesten die zij zelf graven in zand zonder begroeiing. Soms zijn er grote groepen nesten bij elkaar. De nesten worden, ook als de ingang onder zand verdwijnt, door geursporen teruggevonden. De bij vindt zijn voedsel bij bloeiende bomen, met name wilgen. De witbaardzandbij vliegt zo'n 300 tot 500 meter van het nest om te foerageren.  
De bleekvlekwespbij, brede dwergbloedbij, schoffelbloedbij en rimpelkruinbloedbij zijn nestparasieten voor de witbaardzandbij.
De witbaardzandbij komt voor in een groot deel van het Palearctisch en Nearctisch gebied. In Nederland is hij algemeen.